# Elizabeth Ann Scarborough
Pour les articles homonymes, voir Scarborough.
Œuvres principales
- The Healer's War

Elizabeth Ann Scarborough, née le 23 mars 1947 à Kansas City, est une femme de lettres américaine. Elle vit actuellement à Port Townsend, aux États-Unis.

## Carrière littéraire
Elle a écrit une douzaine de romans et le prix Nebula du meilleur roman 1989 lui a été décerné pour son roman The Healer's War.
Elle a collaboré avec Anne McCaffrey pour les séries Petaybee, Acorna et The Barque Cat.

## Œuvres

### Principaux romans publiés sous son nom
- Un air de sorcellerie, Pocket, 1994 ((en) Song of Sorcery, 1982)
- (en) The Harem of Aman Akbar, 1984
- (en) The Healer's War, 1988Prix Nebula du meilleur roman 1989
- Le Clan des fées, J'ai lu, 1996 ((en) The Godmother, 1994)
- (en) Carol for Another Christmas, 1996
- (en) The Lady in the Loch, 1998

### Anthologies
- (en) Space Opera, 1996Écrit avec Anne McCaffrey.
- (en) Warrior Princesses, 1998Écrit avec Martin H. Greenberg.
- (en) Past Lives, Present Tense, 1999
- (en) Vampire Slayers: Stories of Those Who Dare to Take Back the Night, 1999Écrit avec Martin H. Greenberg.

### Nouvelles
- (en) Milk from a Maiden's Breast, 1987
- (en) Wolf From the Door, 1988
- (en) The Elephant In-Law, 1988
- (en) The Camelot connection, 1988
- (en) Bastet's Blessing, 1989
- (en) The Castle's Haunted Parking Lot, 1991
- (en) The Queen's Cat's Tale, 1991
- Le Dragon de Tollin, 1992 ((en) The Dragon of Tollin, 1992)in volume L'Adieu au roi, éditions Pocket
- (en) Candy's Wonder Cure, 1993
- (en) The Cat-Quest of Mu Mao the Magnificent, 1994
- (en) Jean-Pierre and the Gator-Maid, 1994
- (en) The Stone of War and the Nightingale's Egg, 1995
- (en) First Communion, 1995
- (en) Born Again, 1996
- (en) The Snake Charm, 1997
- (en) The Attack of the Avenging Virgins, 1998
- (en) Debriefing the Warrior/Princess, 1998
- (en) The Fatal Wager, 1998
- (en) Final Vows, 1998
- (en) Worse Than The Curse, 2000
- (en) The Mummies of the Motorway, 2001
- (en) Jewels Beyond Price, 2005